# 浄賢寺
浄賢寺（じょうげんじ/じょうけんじ、淨賢寺）は、愛知県西尾市須田町45にある真宗大谷派の寺院。山号は洞松山。本尊は阿弥陀如来立像。

## 歴史
かつては松山八幡宮における六坊のひとつの西光坊だった。天福元年（1233年）、尊願が矢作村の柳堂で親鸞の教化を受け、天台宗から浄土宗に改宗したと伝わる。
天正18年（1590年）、田中吉政が西尾城の城郭を拡張した際に、城下須田町の現在地に移った。慶長7年（1602年）に本願寺が東西に分立すると浄土真宗に改宗し、寛永3年（1626年）に西光坊から浄賢寺に改めた。
元禄4年（1701年）には本堂が改築され、享保2年（1717年）秋に再建された。また、弘化2年（1845年）2月にも本堂が再建された。鬼瓦の製作者は平坂の清助である。格天井には寄進者である深谷・辻・外山・岩瀬らの名前が書かれている。

## 境内
- 本堂 - 弘化2年（1845年）竣工。浄賢寺の西側には西尾城があり、本堂・山門ともに珍しい西向きである。
- 山門 - 文化3年（1806年）竣工。
- 鐘楼 - 享保2年（1717年）竣工。梵鐘は1954年（昭和29年）8月に滋賀県愛知郡の長村鋳物師である黄地佐平が鋳造。
- 庫裏 - 通常とは異なり、本堂に向かって左手にある。
- 墓地 - 金物商の辻利八など辻家の墓、西尾藩御用達筆頭だった深谷家の墓、岩瀬弥助など岩瀬家の墓などがある。

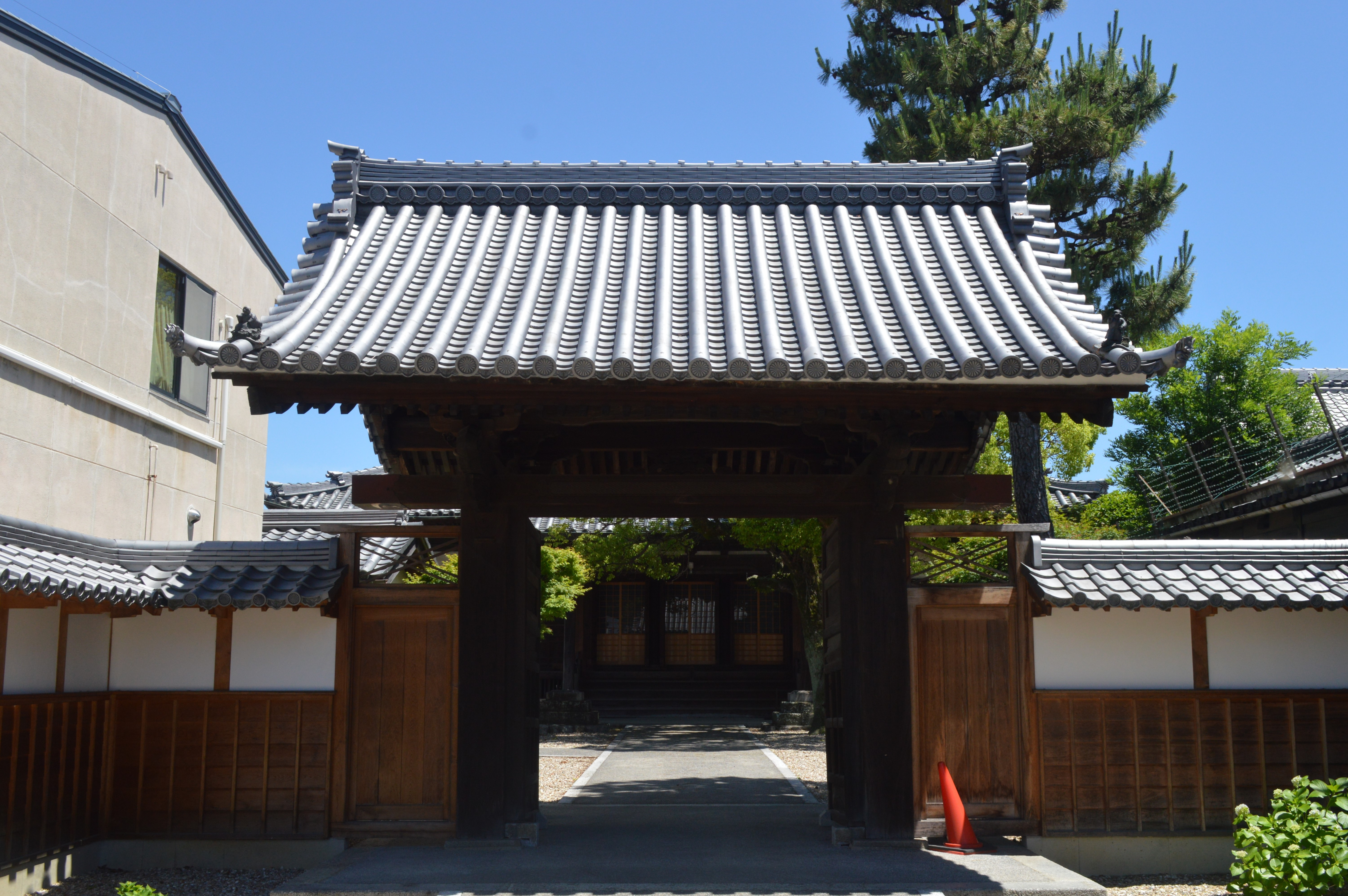
山門
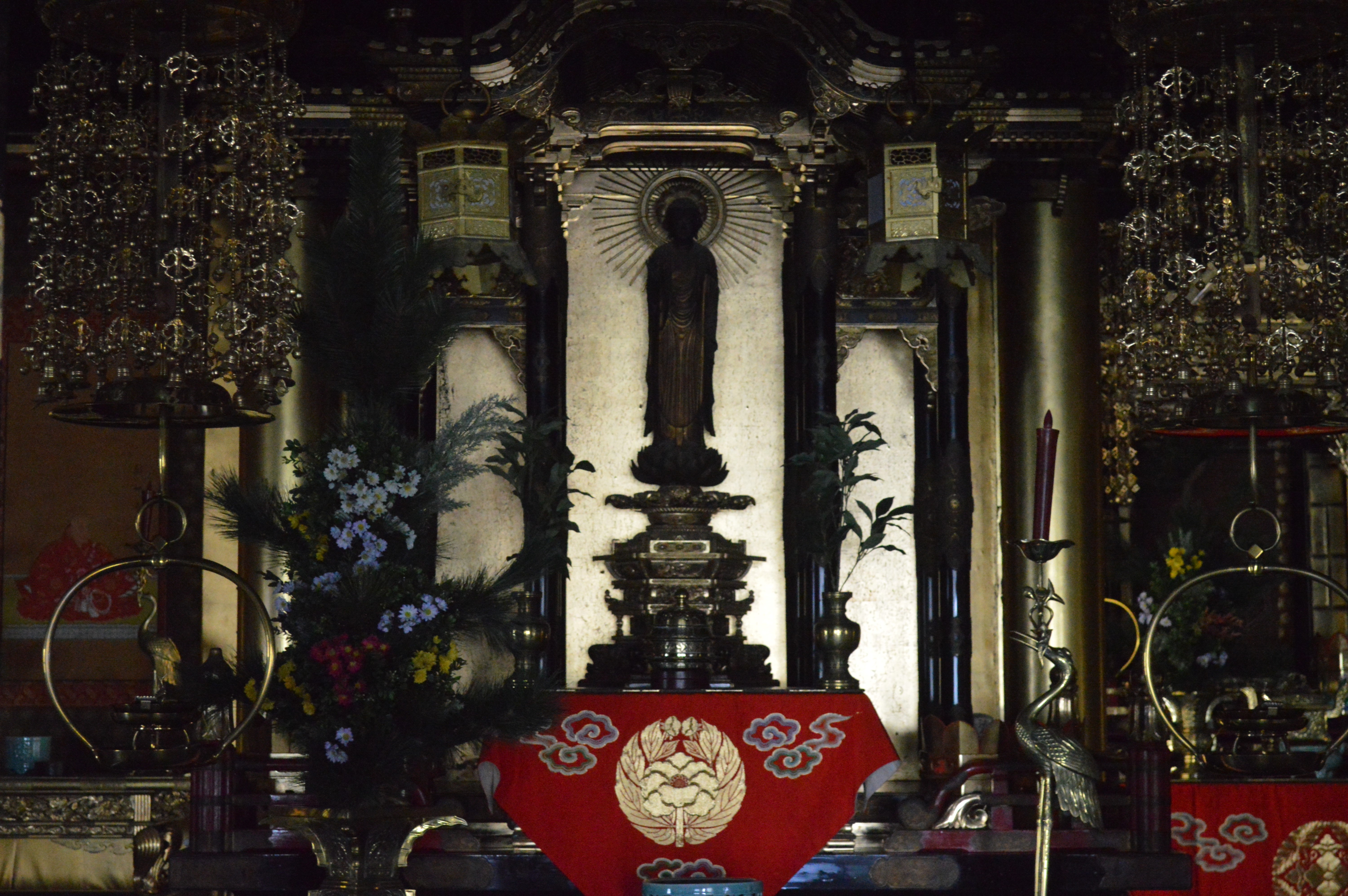
本尊
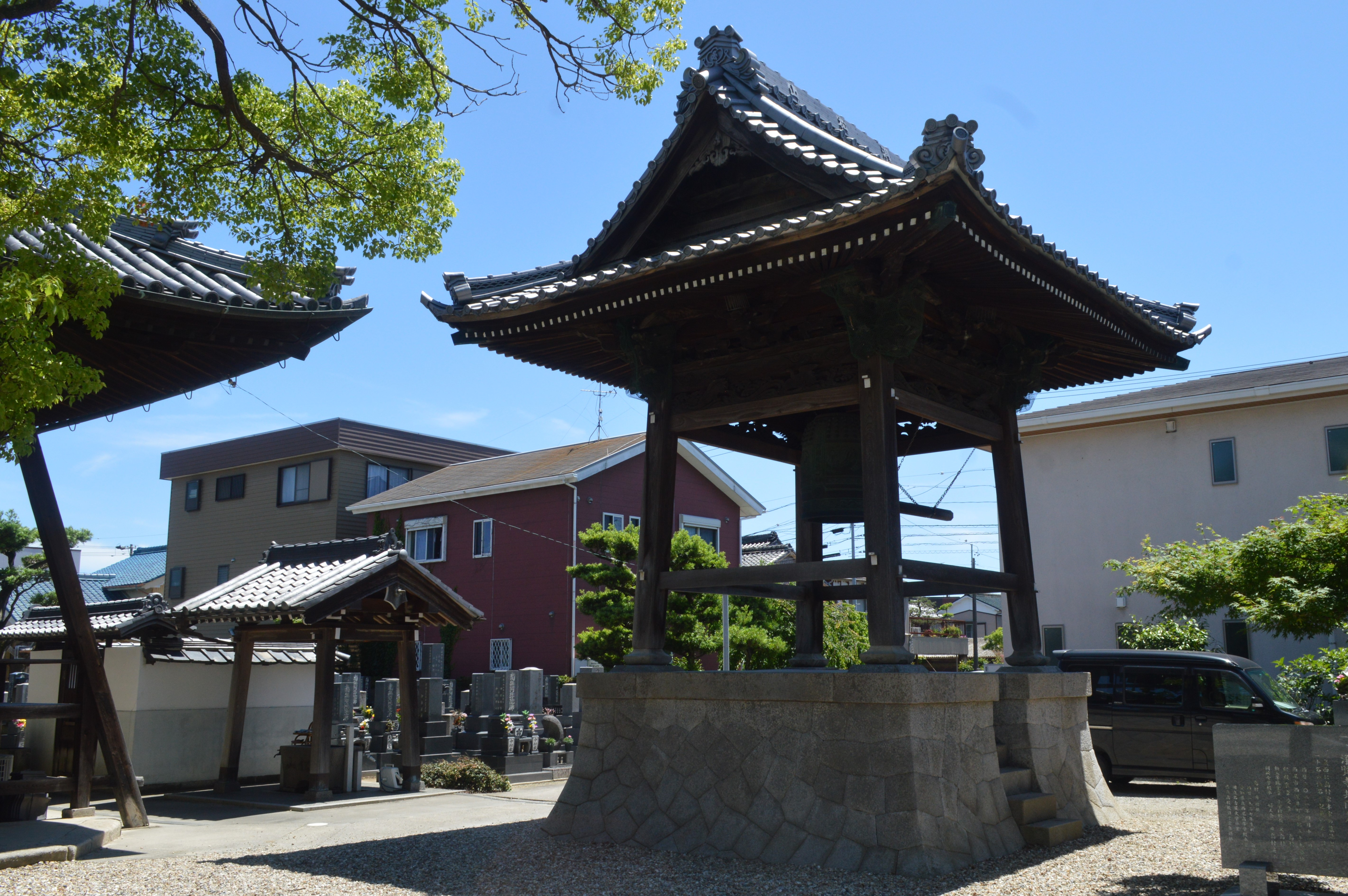
鐘楼
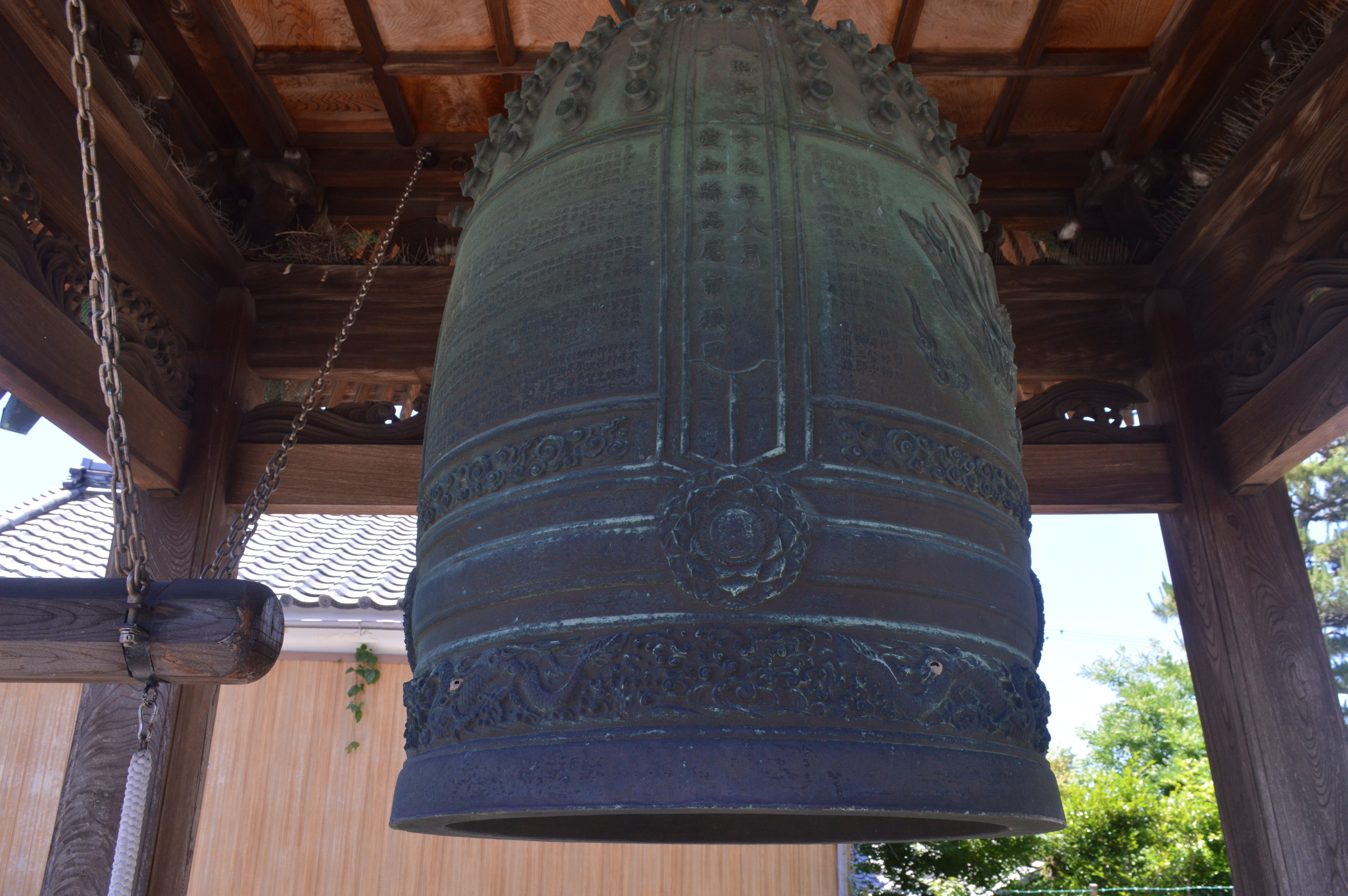
梵鐘
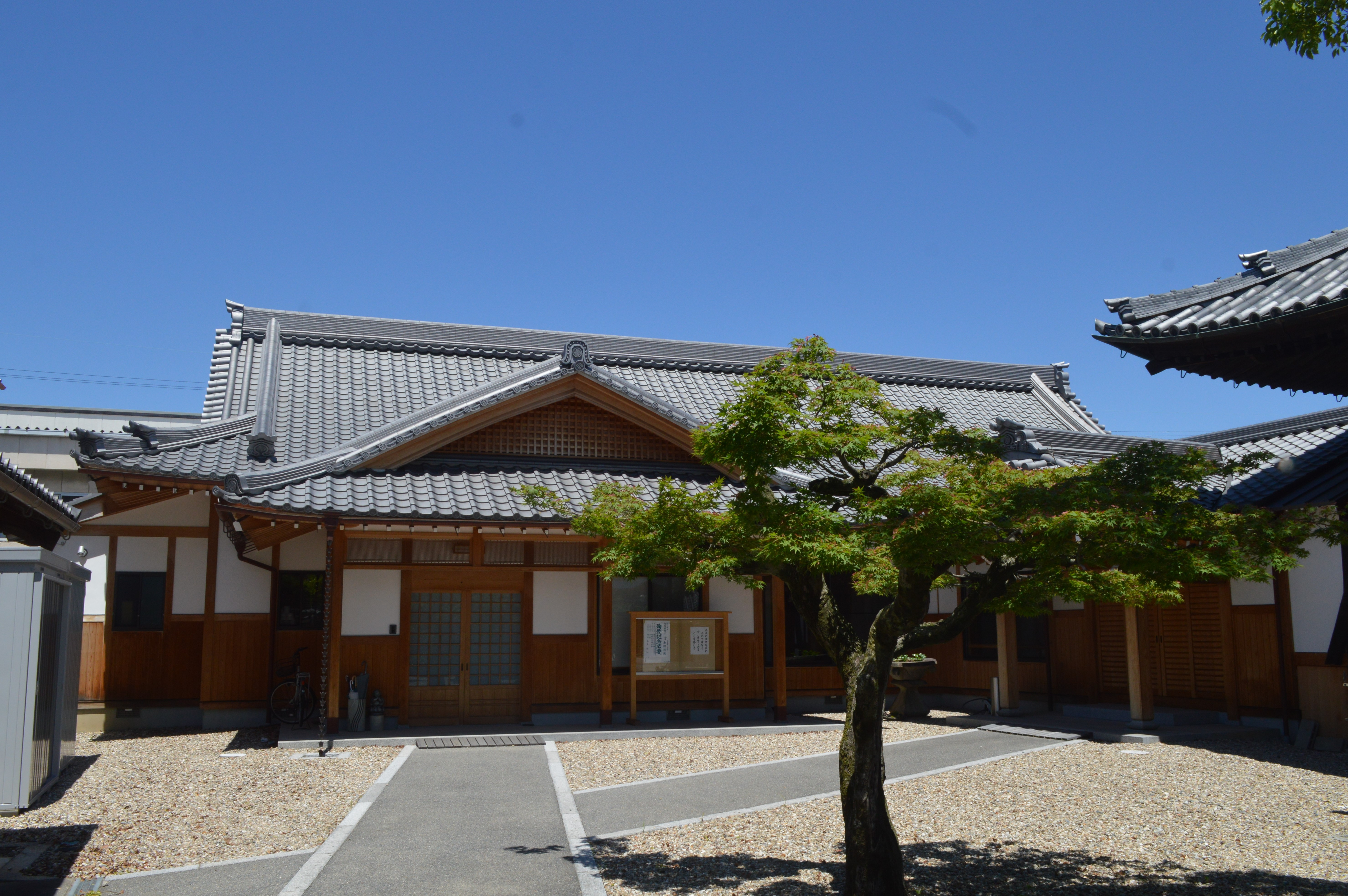
庫裏
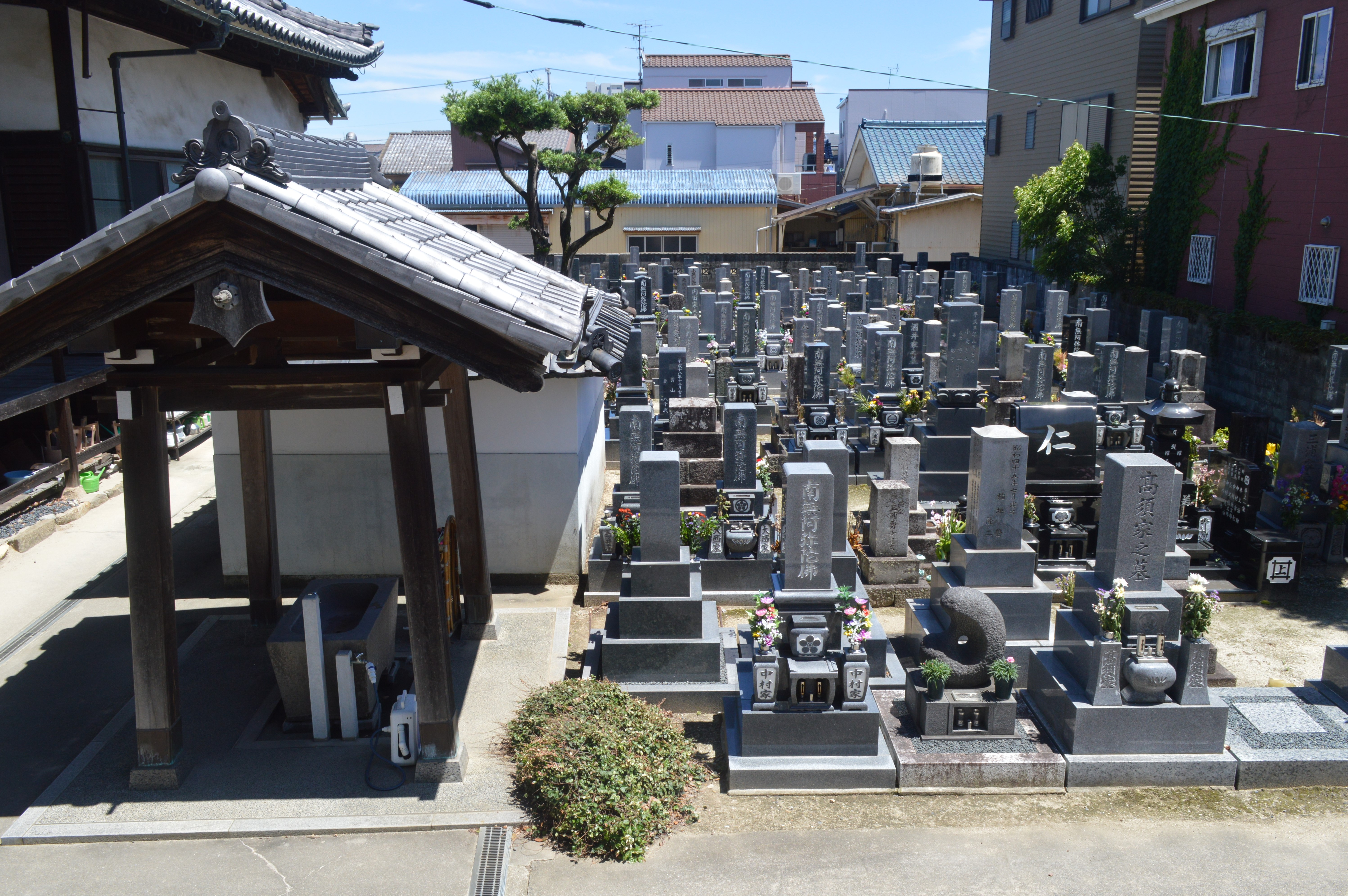
墓地
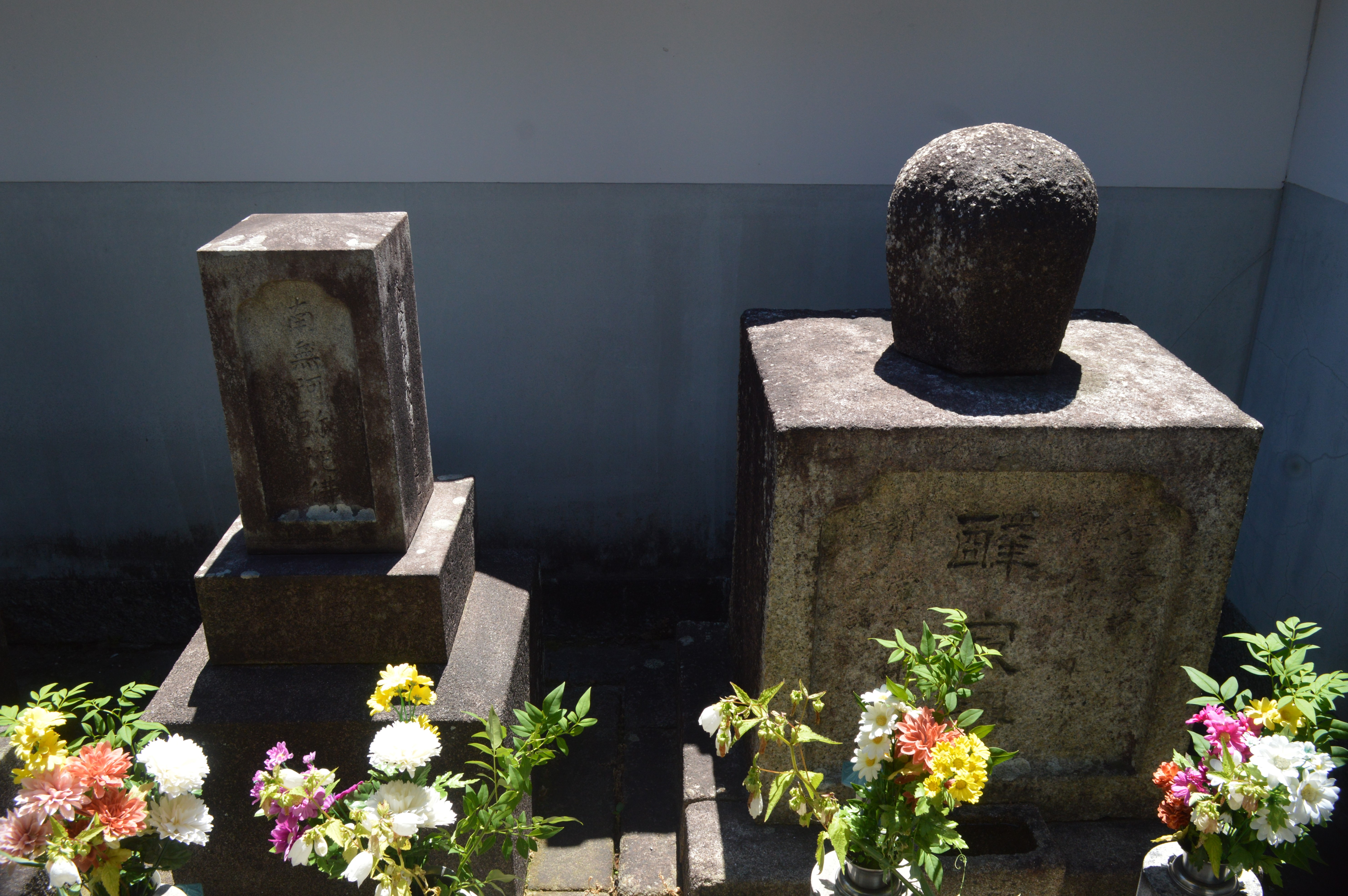
辻利八の墓
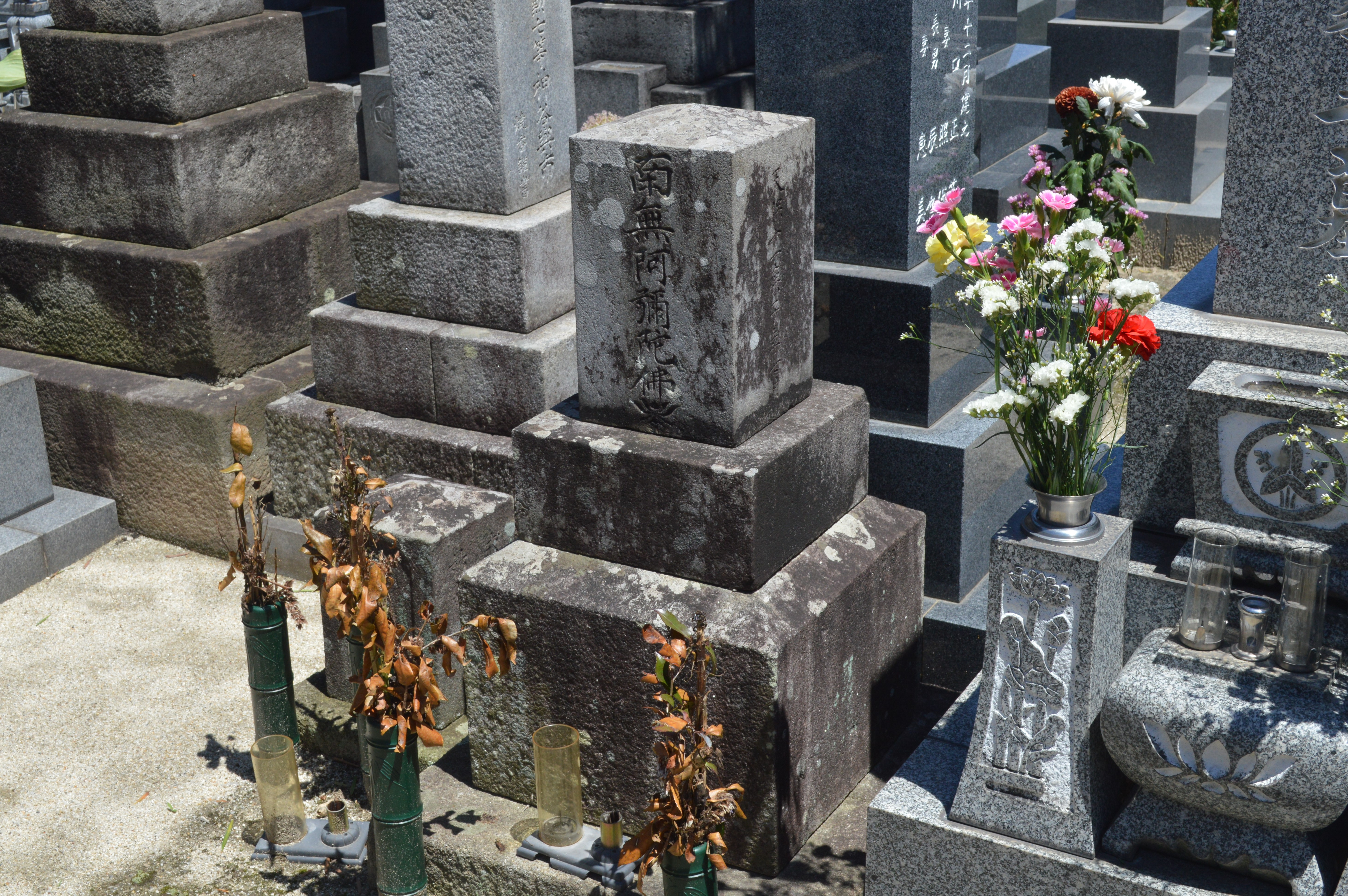
岩瀬家の墓

## 現地情報
所在地
- 445-0826：愛知県西尾市満全町36

アクセス
- 名鉄西尾線西尾駅から徒歩